# Phaenandrogomphus dingavani
Phaenandrogomphus dingavani är en trollsländeart som först beskrevs av Fraser 1924.  Phaenandrogomphus dingavani ingår i släktet Phaenandrogomphus och familjen flodtrollsländor. IUCN kategoriserar arten globalt som otillräckligt studerad. Inga underarter finns listade i Catalogue of Life.